# Bletia
Bletia är ett släkte av orkidéer. Bletia ingår i familjen orkidéer.

## Bildgalleri

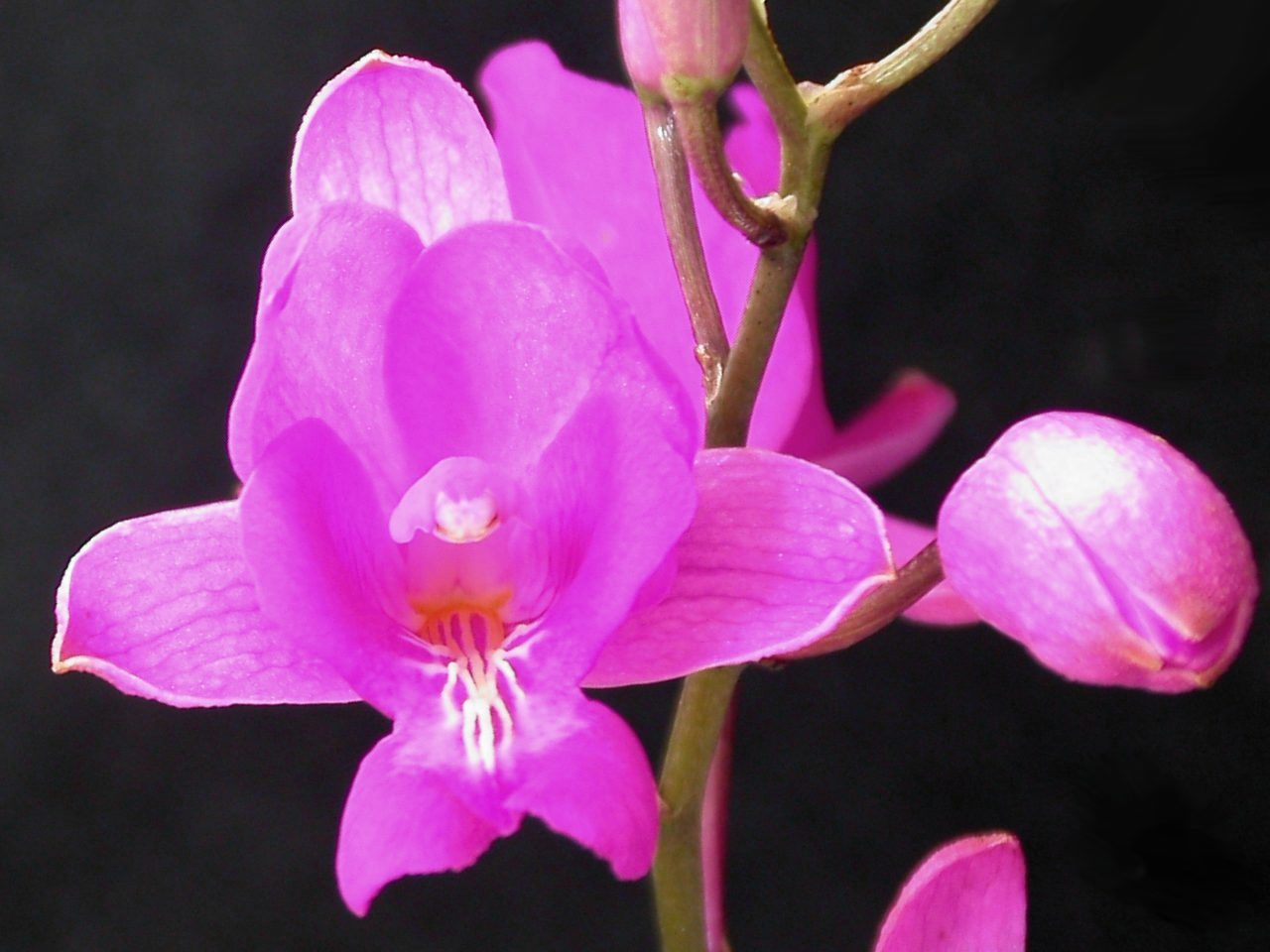
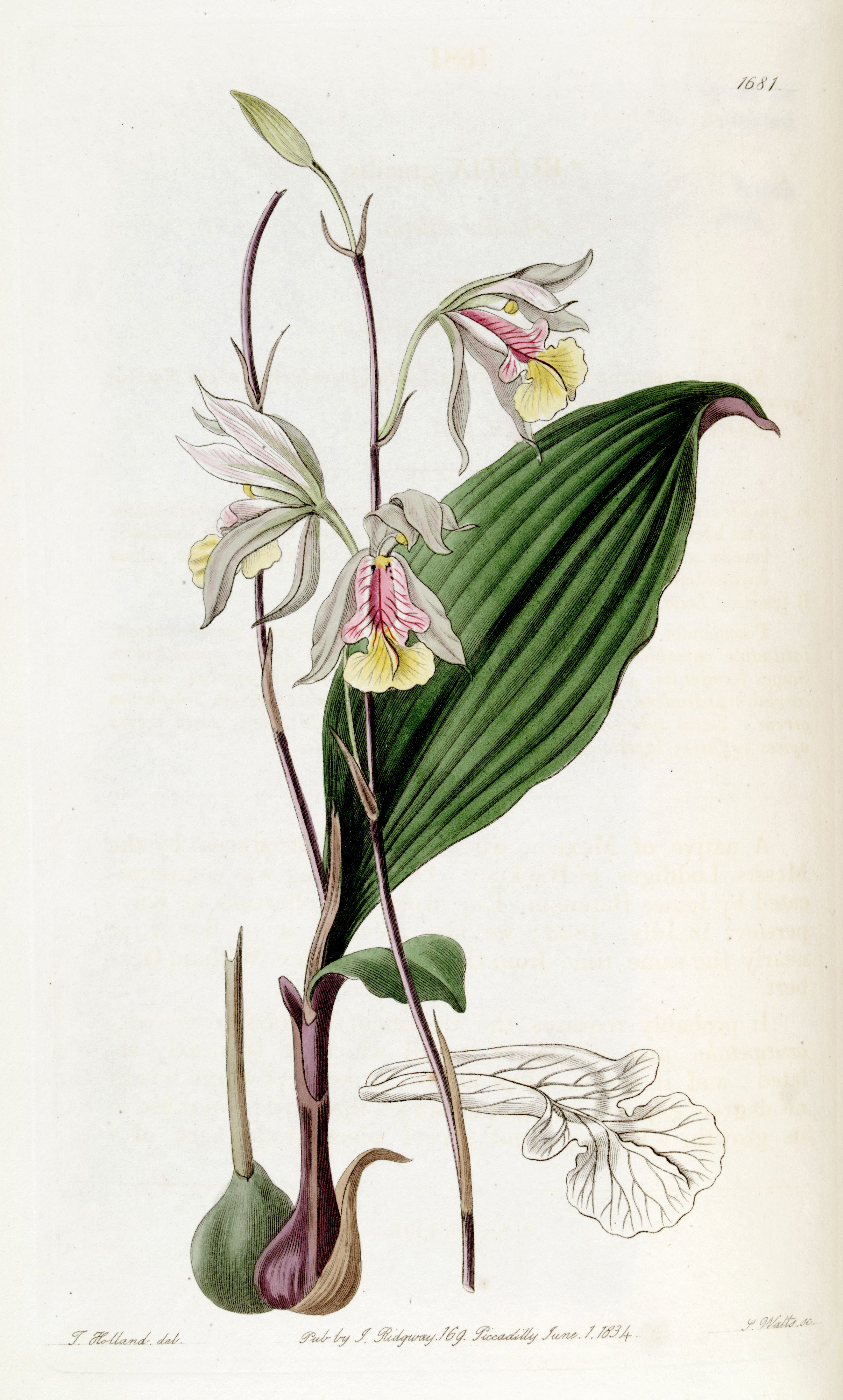

## Dottertaxa tillBletia, i alfabetisk ordning[1]
- Bletia adenocarpa
- Bletia amabilis
- Bletia antillana
- Bletia campanulata
- Bletia candida
- Bletia catenulata
- Bletia coccinea
- Bletia concolor
- Bletia ensifolia
- Bletia florida
- Bletia gracilis
- Bletia greenmaniana
- Bletia greenwoodiana
- Bletia lilacina
- Bletia macristhmochila
- Bletia meridana
- Bletia neglecta
- Bletia nelsonii
- Bletia netzeri
- Bletia parkinsonii
- Bletia parviflora
- Bletia patula
- Bletia punctata
- Bletia purpurata
- Bletia purpurea
- Bletia reflexa
- Bletia repanda
- Bletia riparia
- Bletia roezlii
- Bletia similis
- Bletia stenophylla
- Bletia tamayoana
- Bletia tenuifolia
- Bletia uniflora
- Bletia urbana
- Bletia warfordiana
- Bletia villae